# Bedřich z Lichtenštejna
Bedřich Vojtěch princ z Lichtenštejna (německy Friedrich Adalbert Prinz von und zu Liechtenstein; 21. září 1807 Vídeň – 1. května 1885 Vídeň) byl rakouský šlechtic, princ z rodu Lichtenštejnů a rakouský generál. Od mládí sloužil v armádě, vyznamenal se v v revolučních letech 1848–1849 v Itálii a Uhrách. Kariéru zakončil jako vrchní velitel v Uhrách (1865–1869), byl také rytířem Řádu zlatého rouna a členem rakouské Panské sněmovny.

## Životopis

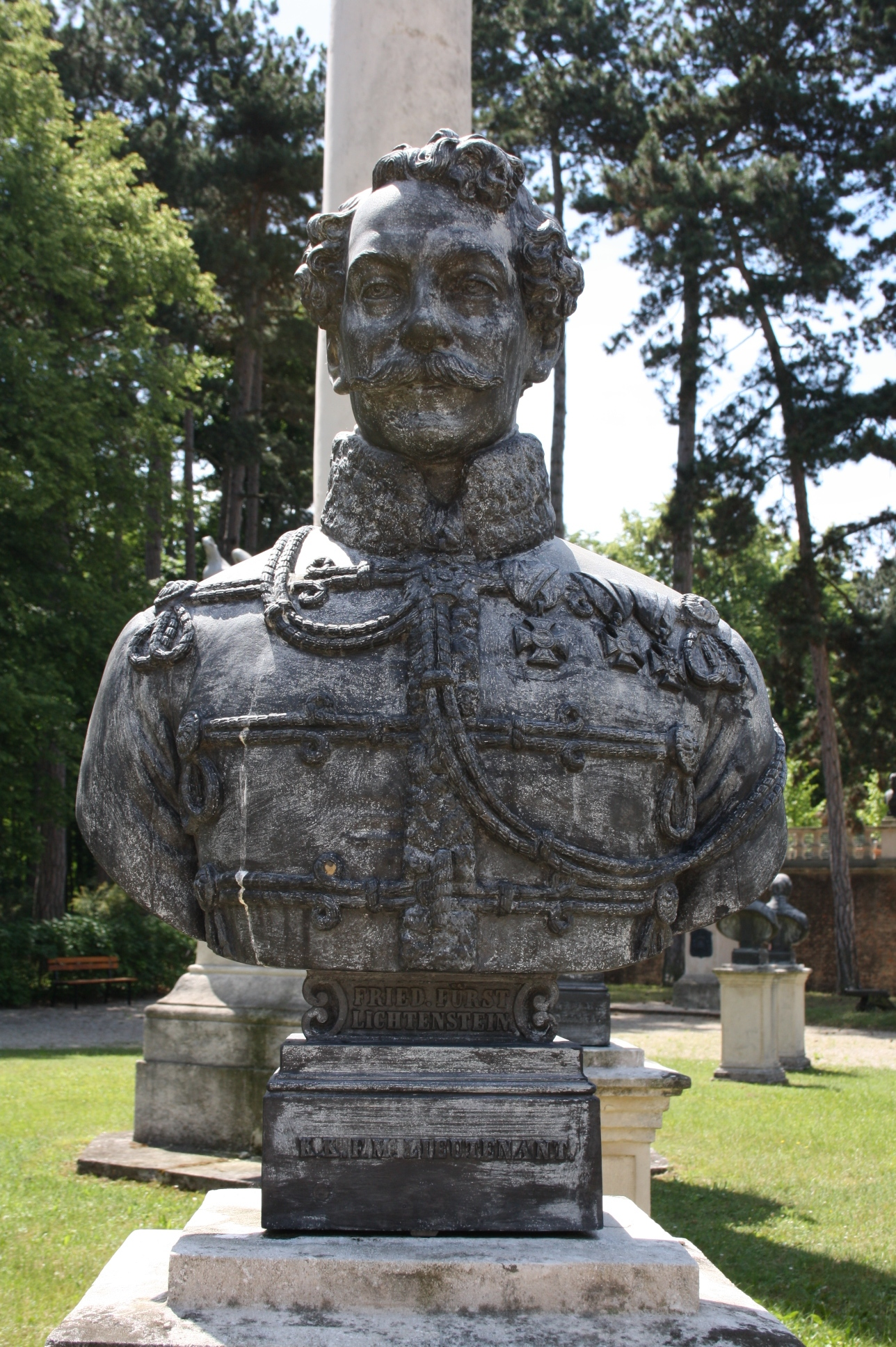
Busta Bedřicha z Lichtenštejna v památníku rakouských vojevůdců v Heldenbergu (Dolní Rakousko)

Pocházel z knížecího rodu Lichtenštejnů, narodil se jako třetí syn polního maršála knížete Jana I. Josefa z Lichtenštejna (1760–1836) a jeho manželky Josefíny Fürstenbergové (1776–1848), kmotrem byl strýc Bedřich Karel Fürstenberg. V armádě sloužil od roku 1827 a již o rok později byl nadporučíkem. V letech 1828–1829 krátce působil u velvyslanectví v Petrohradě, poté sloužil u různých pluků jezdectva a postupoval v hodnostech. V revolučních letech 1848–1849 bojoval nejprve v Itálii ve válce se Sardinií vynikl v několika bitvách pod velením maršála Radeckého. Již v lednu 1848 dosáhl hodnosti generálmajora, poté byl přeložen do Uher, kde jako velitel divize bojoval pod velením generála Šlika proti maďarským povstalcům. V roce 1849 byl povýšen na polního podmaršála a jako velitel divize se vrátil do Itálie. Od roku 1853 byl velitelem 6. armádního sboru ve Vídni.

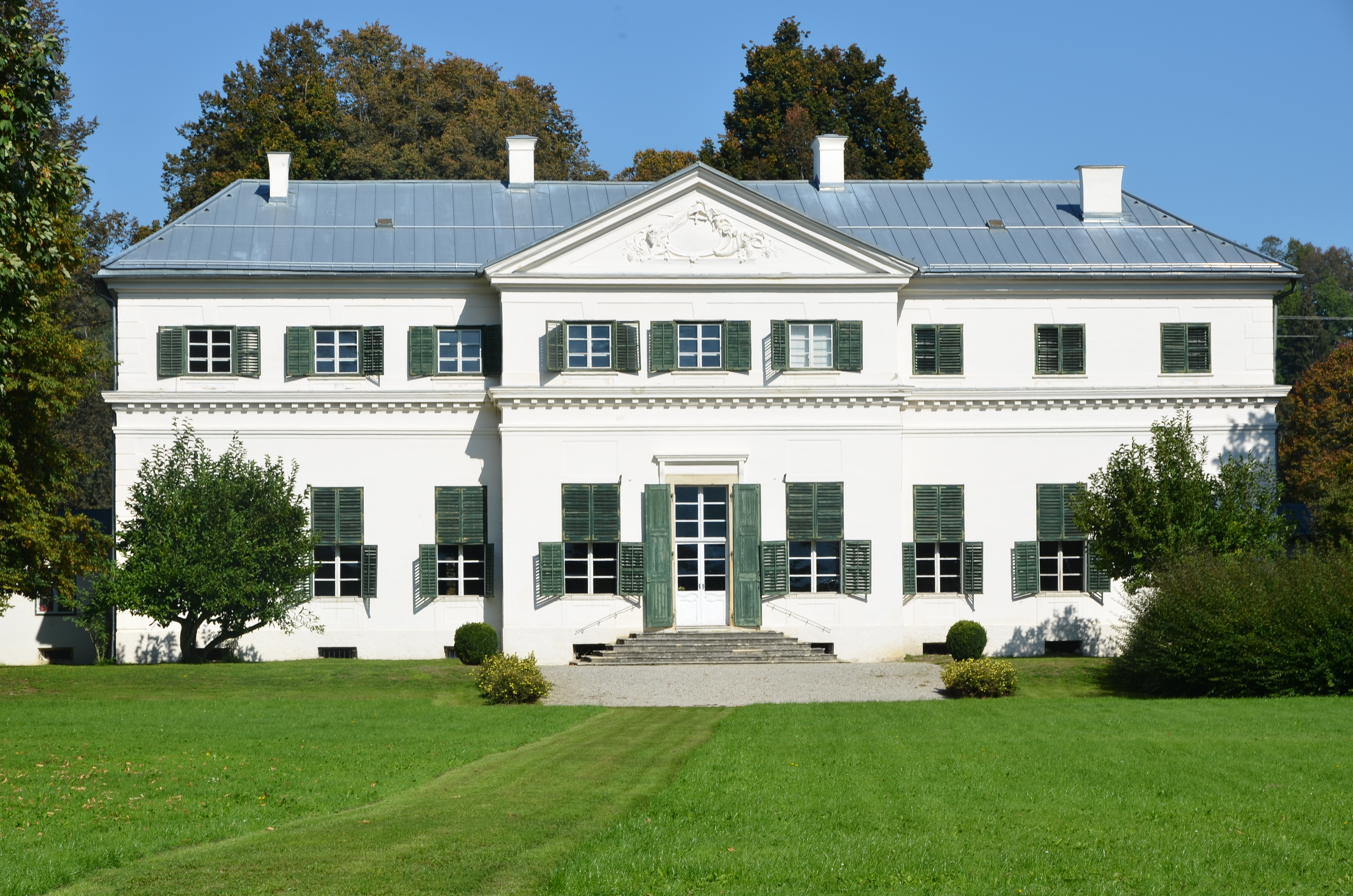
Zámek Rosegg (Korutansko)

V roce 1858 byl jmenován c. k. tajným radou a v letech 1858–1861 zastával funkci guvernéra v Sedmihradsku, kde byl zároveň v čele 12. armádního sboru také zemským velitelem. V roce 1861 byl povýšen do hodnosti generála jezdectva a v letech 1861–1865 byl velitelem v Banátu. Svou kariéru zakončil jako vrchní velitel v Uherském království (1865–1869), kde z titulu této funkce zasedal také ve Sněmovně magnátů.
Za zásluhy v revolučních bojích 1848–1849 získal Vojenský řád Marie Terezie (1848) a Řád železné koruny I. třídy (1849). V roce 1867 obdržel Řád zlatého rouna a při příležitosti odchodu do výslužby byl dekorován velkokřížem uherského Řádu sv. Štěpána (1869). V roce 1872 byl jmenován doživotním členem rakouské Panské sněmovny. Zemřel ve Vídni, pohřben byl v rodové hrobce ve Vranově u Brna.

## Rodinné a majetkové poměry

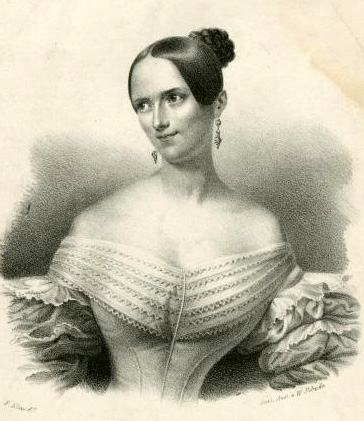
Manželka Sophie Löwe, operní pěvkyně

Jeho majetkem byl velkostatek Rosegg v Korutansku se zámkem postaveným v 18. století rodem Orsini-Rosenbergů (panství koupil otec v roce 1831). V korutanském hlavním městě Klagenfurtu byl také majitelem statků zrušeného kláštera Viktring.
V září 1848 uzavřel morganatický sňatek s operní zpěvačkou Sophií Löwe (1815–1866). Seznámili se v Miláně, kde Sophie proslula jako interpretka Verdiho oper v La Scale. Manželství zůstalo bezdětné.
Nejstarší bratr Alois II. z Lichtenštejna (1796–1858) byl vládnoucím knížetem v Lichtenštejnsku (1836–1858) a majitelem rozsáhlých majetků v Čechách a na Moravě, další bratři sloužili v armádě a dosáhli vysokých hodností. František de Paula (1802–1887) byl také generálem jezdectva a vrchním velitelem v Uhrách, další bratr Eduard (1809–1864) dosáhl hodnosti polního podmaršála.